# Hannah Montana
Hannah Montana är en amerikansk TV-serie för barn som är producerad av och sänds på Disney Channel. Huvudpersonen är Hannah Montana som spelas av Miley Cyrus. En film om Hannah Montana har också producerats: Hannah Montana: The Movie. Serien visas med svensk dubbning men den visas också på engelska med svensk text.

## Handling
Serien handlar om tonårsflickan Miley Stewart (Miley Cyrus) som lever ett dubbelliv. På dagen är hon en vanlig skolflicka, och när kvällen kommer är hon en stor popstjärna. Hon går då under namnet Hannah Montana.
Bara hennes pappa, storebror, gudmor, farmor, livvakt, Jake Ryan, bästa vänner Lilly och Oliver och hennes kläddesigner känner till hemligheten.

## Skådespelarna/rollfigurerna

### Miley Stewart/Hannah Montana  –Miley Cyrus
På dagen är hon Miley Stewart och på natten är hon popsensationen Hannah Montana. Mileys mamma Susan dog när Miley var tio år gammal, och Miley skrev en gång en låt om hur mycket hon saknar sin mamma, "I Miss You". Miley bor tillsammans med sin äldre bror, Jackson Stewart, och sin pappa, Robby Ray Stewart i Malibu. Skådespelarna är även far och dotter i verkligheten. Hennes pappa kallar henne ”Bud” och hennes bror kallar henne "Miles". Miley går på Seaview Middle School, där även hennes bästa vänner Lilly Truscott (Emily Osment) och Oliver Oken (Mitchel Musso), som även de känner till hennes hemlighet går. Hennes ärkefiender är Amber (Shanica Knowles) och Ashley (Anna Maria Perez de Tagle), två tjejer som gör allt för att göra livet surt för Miley och hennes vänner. Miley blir förälskad i Jake Ryan (Cody Linley), en TV- och filmstjärna som också går på hennes skola. Jake känner också till Mileys hemlighet och i ett av avsnitten försöker han göra som Miley fast tvärtom, han vill vara vanlig för en gångs skull men självklart så funkar det inte att vara vanlig när man är van vid kändislivet men Miley klarar sig igenom både det vanliga livet och kändislivet.

### Lilly Truscott/Lola Luftnagle –Emily Osment
Lilly är Mileys bästa vän och även ett stort fan av Hannah Montana. Tjejerna finns alltid för varandra när de behöver någon att prata med och de delar det mesta. Lilly älskar att åka skateboard och är dessutom mycket intresserad av kläder, killar och sport. Hon är temperamentsfull och exalterad över att hon faktiskt känner Hannah Montana. Lilly gillar att gå på fester, stranden, köpcentret och att vara med i hejarklacken för skolans idrottslag. Hon var förälskad i Jake Ryan, men efter ett par avsnitt övertalar hon Miley att inleda ett förhållande med honom. Hon var också förälskad i Oliver Oken i småskolan, men hon insisterar på att de bara höll handen. När Miley är Hannah Montana följer Lilly med som Lola Luftnagle.

### Oliver Oken/Mike Stanley III –Mitchel Musso
Oliver är en av Mileys bästa vänner. Han var kär i Hannah Montana tills han fick reda på att det egentligen är hans bästa vän Miley. Han kallas ”Smokin' Oken”, "Oliver Cooliver", "Ollie Trolley" eller "The Triple O", och han hjälper eleverna på skolan att öppna sina skåp och kallas därför "locker-man" (skåp-mannen) av vissa. Han är mycket förtjust i chili, avocadosmörgåsar och han delar Lillys intresse för skating och surfing. Han försöker imponera på tjejer och tror att de är som han själv. Han gick en gång ut med Becca Weller (Kirby Bliss Blanton), som han fick kontakt med genom Hannahs fanclub, men det tog slut ganska snart. Han har även varit förälskad i Sarah under ett projekt de skulle göra i skolan. Han har varit rädd för tuggummi ända sen hans moster av misstag spottade ett tuggummi på honom när han var liten. Han är också väldigt känslig för om folk skämmer ut sig.

### Jackson Stewart –Jason Earles
Jackson är Mileys bror. Han har några goda vänner däribland sin bästa vän Cooper och Rico (Moises Arias), sonen till hans chef. Hans intressen är mat, tjejer, sitt utseende, bilar och pengar. Han har några tjejer som gillar honom, men inte lika många som han önskar. Jackson gillar att dansa och är i helhet ganska barnslig och busig. Jackson älskar sin familj, men precis som hans pappa behandlar han sin syster som Miley hellre än Hannah, och avslöjar inte hennes hemligheter. Hans pappa brukar få reda på allt som hänt även om han och Miley/Hannah Montana håller ihop och försöker ge varandra ursäkter. Han är den typiska komiska karaktären i serien.

### Robby Ray Stewart –Billy Ray Cyrus
Robby är Mileys pappa och Hannahs manager. Själv var han förut en sångare. Billy är Miley Cyrus pappa i verkligheten. Mileys pappa står alltid upp för Miley och följer nästan alltid med på konserterna. Men i ett avsnitt vill Miley åka på turné utan hennes pappa men det går han inte med på.

## Svenska röster
- Miley Stewart/Hannah Montana - Emelie Clausen
- Jackson Stewart - Martin Redhe Nord
- Robby Ray Stewart - Mattias Knave
- Lilly Truscott/Lola Luftnagle - Mikaela Ardai Jennefors
- Oliver Oken/Mike Stanley III - Niels Pettersson (Säsong 1-2), Johannes Lönnå (Säsong 3)
- Ashley Dewitt - Amanda Renberg
- Amber Addison - Mikaela Tidermark Nelson
- Leslie "Jake" Ryan - Oskar Nilsson
- Rico Suave - Eddie Hultén (Säsong 1), Teodor Runsiö (Säsong 2-3)
- Sarah - Norea Sjöquist
- Francis Corelli - Kristian Ståhlgren
- Herr Dontzig - Anders Börjesson
- Roxy Roker - Monica Silverstrand
- Traci van Horn - Claudia Galli (Säsong 1-2), Amanda Renberg (Säsong 3)
- Evans - Jesper Adefelt
- Mikayla - Anna Nordell
- Joanie Palumbo - Anna Nordell
- Danny Mjäll -  Emil Smedius, Carl-Magnus Liljedahl
- Cooper Montgomery - Leo Hallerstam
- Chad - Jesper Adefelt
- Olivia - Ellen Fjaestad
- Farmor Ruthie Ray Stewart - Ewa Fröling
- Fermine - Joakim Jennefors
- Tant Dolly Parton - Charlotte Ardai Jennefors (Säsong 1), Annica Smedius (Säsong 2)
- Bree Samuels - Anna Rothlin
- Tony (vaktmästare) - Gunnar Ernblad
- Rektor Fisher - Anders Börjesson
- Lillys mamma - Anna Nordell
- Johnny Collins - Nick Atkinson
- Rachel - Claudia Galli
- Josh - Jesper Adefelt
- Thor - Leo Hallerstam
- Willis - Jesper Adefelt
- Holly - Norea Sjöquist
- Mike - Eddie Hultén
- Jimmy - Anders Börjesson
- Fröken Karen Kunkle - Maria Rydberg
- Cassie - Maria Rydberg
- Kusin Luann Stewart - Emelie Clausen

## Hannah Montana i Sverige
Hannah Montana sänds flera gånger dagligen på den skandinaviska versionen av Disney Channel. Programmet sänds i stort sett alltid med svensk dubbning, men på vardagskvällar visas serien svensktextad på originalspråket engelska. Under 2008 visades säsong 1 och 2 av Hannah Montana i SVT1 och SVTB på vardagseftermiddagar. SVT bekräftade att en reprisering av Hannah Montanas första två säsonger visades hösten 2009 i SVTB.

## Datorspel
- Hannah Montana: Spotlight World Tour
- Hannah Montana: Music Jam
- Hannah Montana DS
- Dance Dance Revolution Disney Channel Edition